# Common LISP
Il Common Lisp, comunemente abbreviato con CL, è un dialetto del linguaggio di programmazione Lisp, pubblicato nello standard ANSI ANSI INCITS 226-1994 (R2004) (ex X3.226-1994 (R1999)). Sviluppato per porre uno standard fra le altre divergenti varianti del Lisp, non è un'implementazione ma una specifica di linguaggio. Molte implementazioni sono disponibili, sia commerciali che open source.
Il Common Lisp è un linguaggio multi-paradigma, utilizzabile per lo sviluppo di software di qualsiasi tipo. Le sue principali caratteristiche sono:
- Supporta la combinazione di paradigmi di programmazione procedurali, imperativi e orientati agli oggetti.
- È un linguaggio di programmazione dinamico che facilita lo sviluppo rapido di applicazioni complesse, con un compilatore che permette la creazione di programmi efficienti.
- Include il CLOS, un sistema ad oggetti che supporta metodi multipli, la loro combinazione e l'ereditarietà multipla.
- È estendibile tramite caratteristiche standard come le macro Lisp (procedure che vengono eseguite durante la compilazione per modificare automaticamente il sorgente stesso) e macro di lettura (estensioni alla normale sintassi).